# Architis ikuruwa
Architis ikuruwa är en spindelart som beskrevs av James E. Carico 1981. Architis ikuruwa ingår i släktet Architis och familjen vårdnätsspindlar. Inga underarter finns listade i Catalogue of Life.